# Prace i Studia Geograficzne
Prace i Studia Geograficzne – kwartalnik naukowy z zakresu geografii fizycznej i społeczno-ekonomicznej oraz nauk pokrewnych, takich jak m.in. ochrona środowiska, gospodarka przestrzenna, socjologia i ekonomia. Wydawany przez Wydział Geografii i Studiów Regionalnych Uniwersytetu Warszawskiego. W piśmie publikuje się oryginalne artykuły naukowe o charakterze teoretycznym, empirycznym, metodycznym lub przeglądowym.
W latach 1964–1977 czasopismo ukazywało się pod tytułem „Prace i Studia Instytutu Geografii Uniwersytetu Warszawskiego”.
Od roku 2018 jest wydawane tylko w wersji online.
Redaktorem naczelnym pisma jest Mikołaj Madurowicz. Z czasopismem związani byli lub są m.in.: Sergij Bortnyk, Maciej Dąbski, Małgorzata Durydiwka, Beata Konopska, Andrzej Lisowski, Dorota Mantey, Andrzej Richling, Iwona Sagan, Tadeusz Siwek, Maria Skoczek, Ewa Smolska.